# Nahal Dishon
La rivière Dishon (hébreu : נחל דישון, Nahal Dishon) est un petit cours d'eau  intermittent de la Haute Galilée, en Israël

## Description géographique

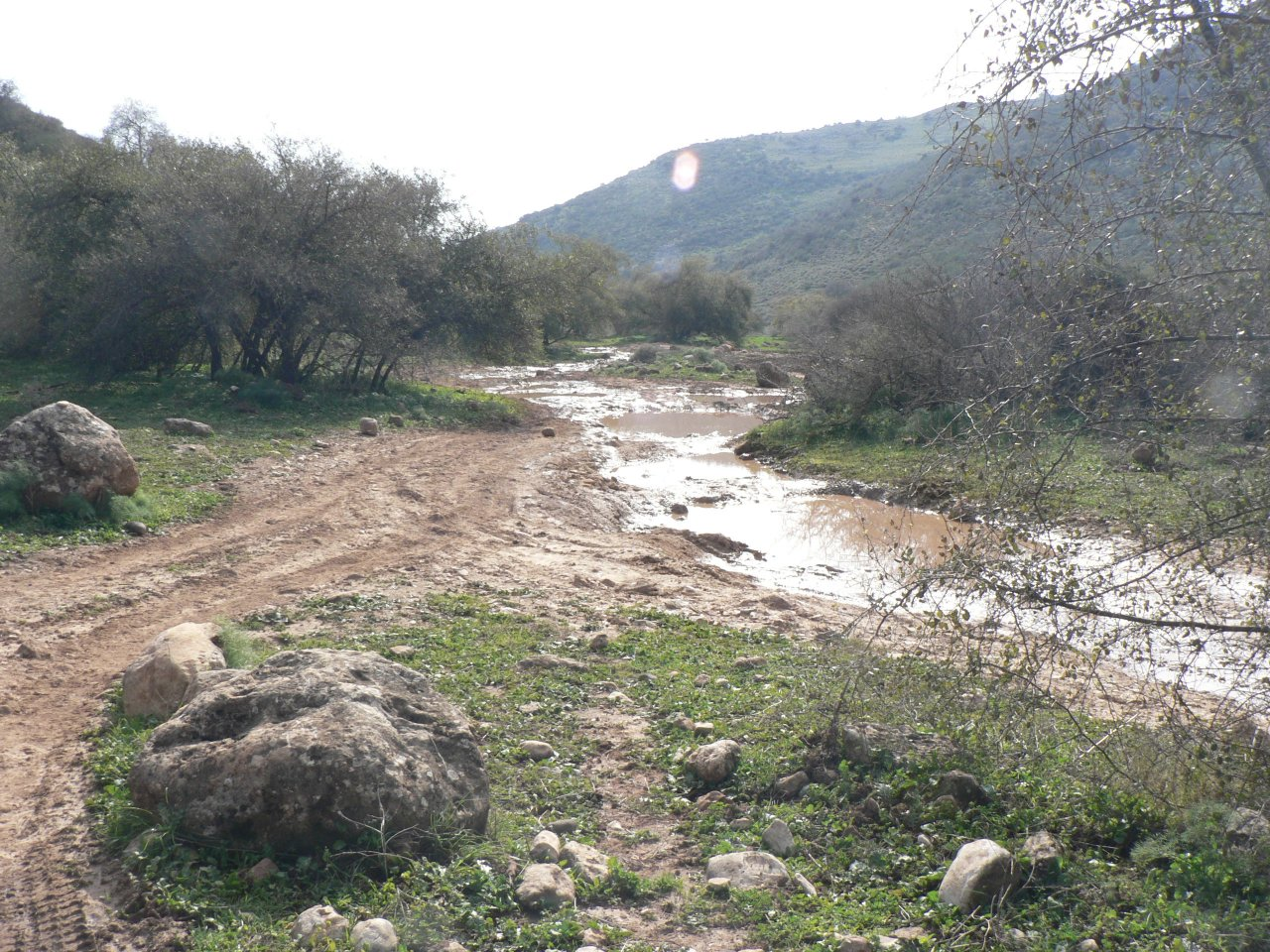
Le Nahal Dishon en été.

Le Nahal Dishon naît sur le versant oriental du mont Méron, le sommet le plus élevé de la Galilée, puis il s'écoule vers l'est à travers les pentes escarpées et boisées de la forêt Baram, en Haute Galilée, et rejoint en prenant une direction sud-est la vallée du Jourdain, dans la partie où commence la zone d'effondrement du  rift syro-africain, au-delà de la zone asséchée du lac Hula devenu la vallée de la Houla, (en hébreu : עמק החולה} (Emek haHula). Enfin, la rivière Dishon rejoint au nord-ouest le cours du Jourdain, sur sa rive droite, à 80 mètres sous le niveau des mers, au Kibboutz Hulata.
C'est l'un des plus longs ruisseaux de la Haute Galilée orientale avec un cours de 26 kilomètres qui, cependant, se caractérise comme un cours d'eau temporaire avec un débit abondant en hiver, où ses eaux débordent régulièrement  de son lit, et est à sec en été.
Il est alimenté par quelques petits cours d'eau, provenant tous des hautes collines de la Galilée, dont le Nahal Aviv, le Nahal Gush Halav et le Nahal Tziv'on qui sont également des ruisseaux intermittents.

## Galerie

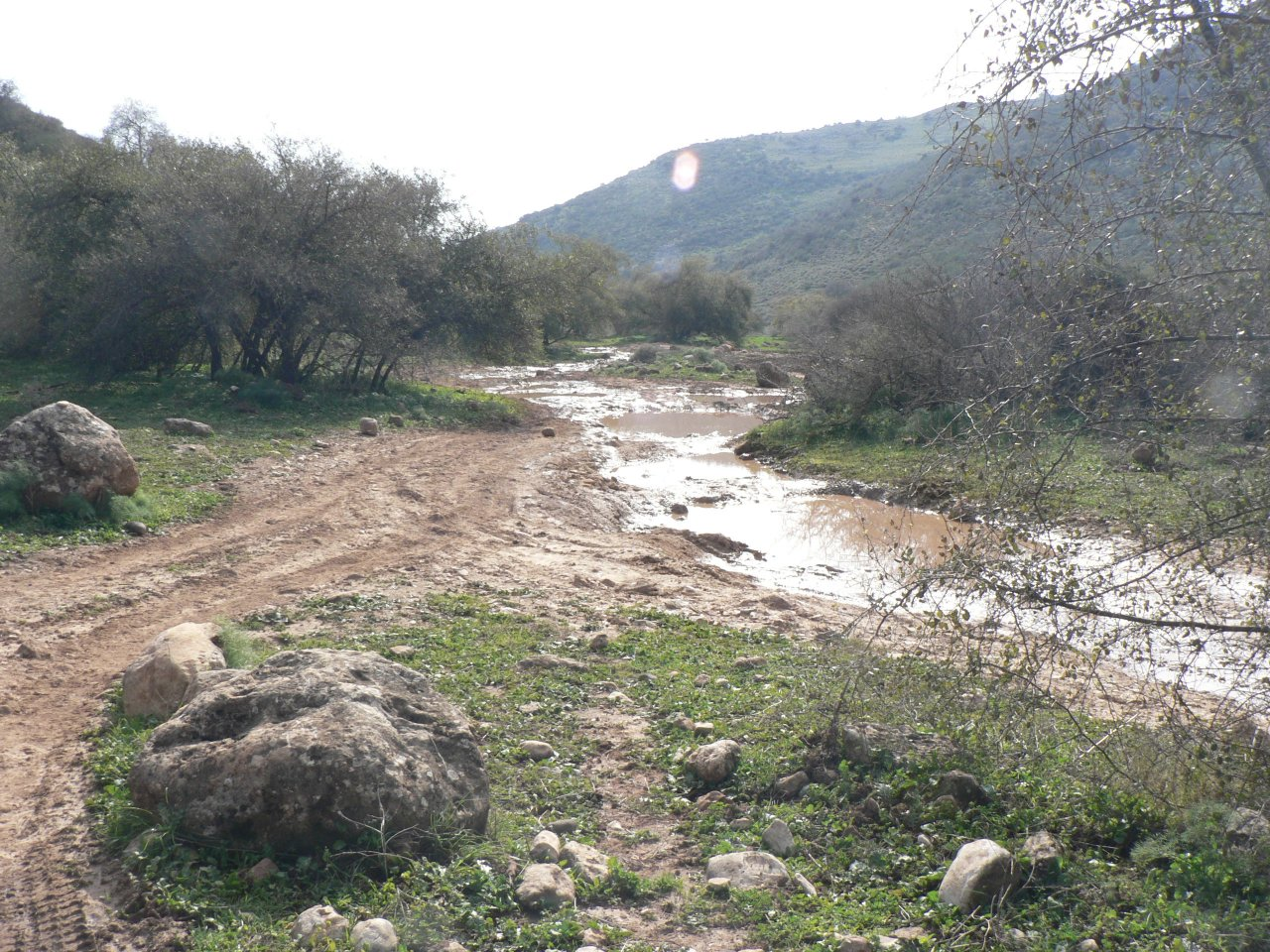
La rivière Dishon au printemps.

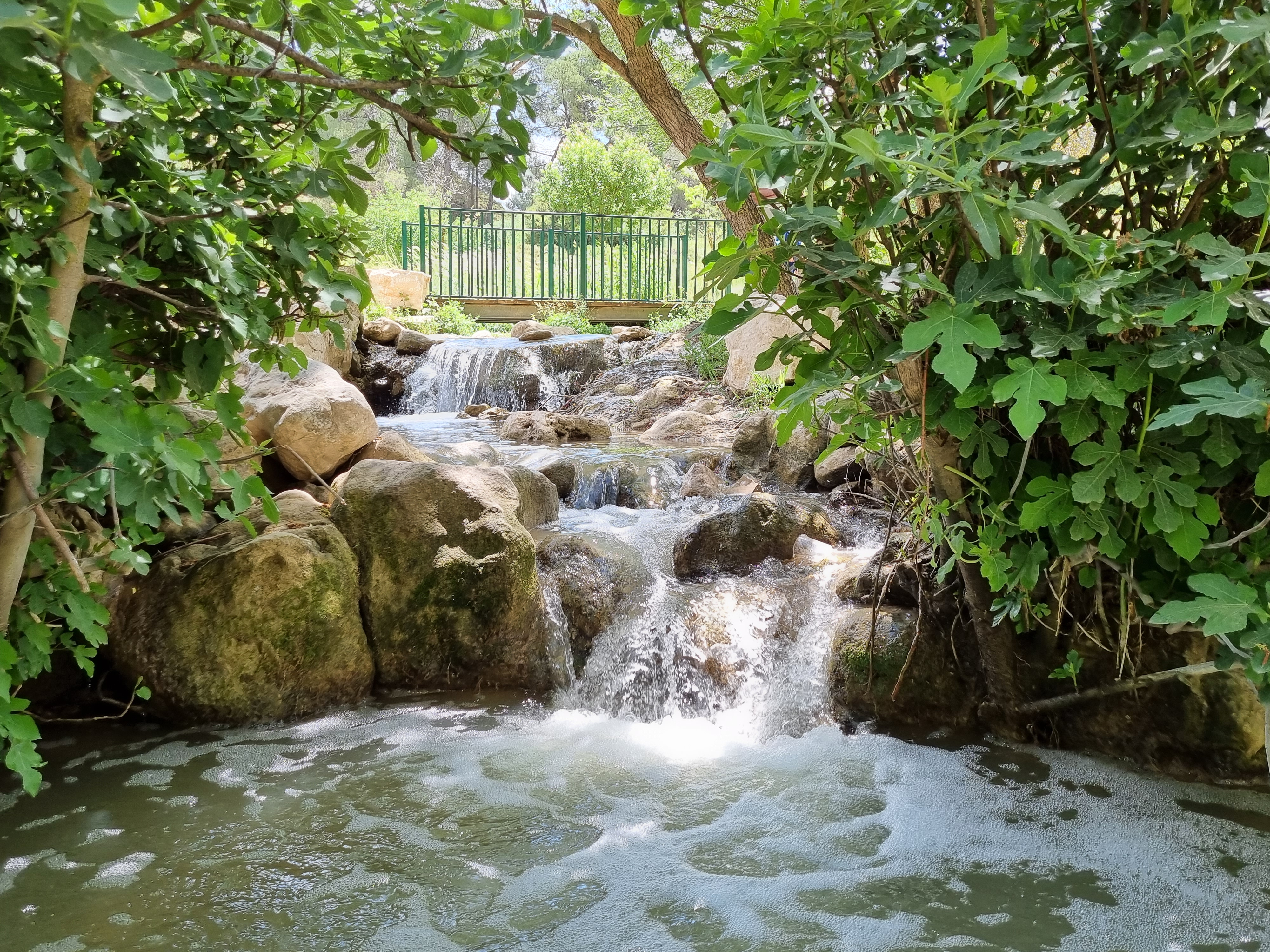
La source du Dishon s'écoule rapidement depuis le mont Méron.

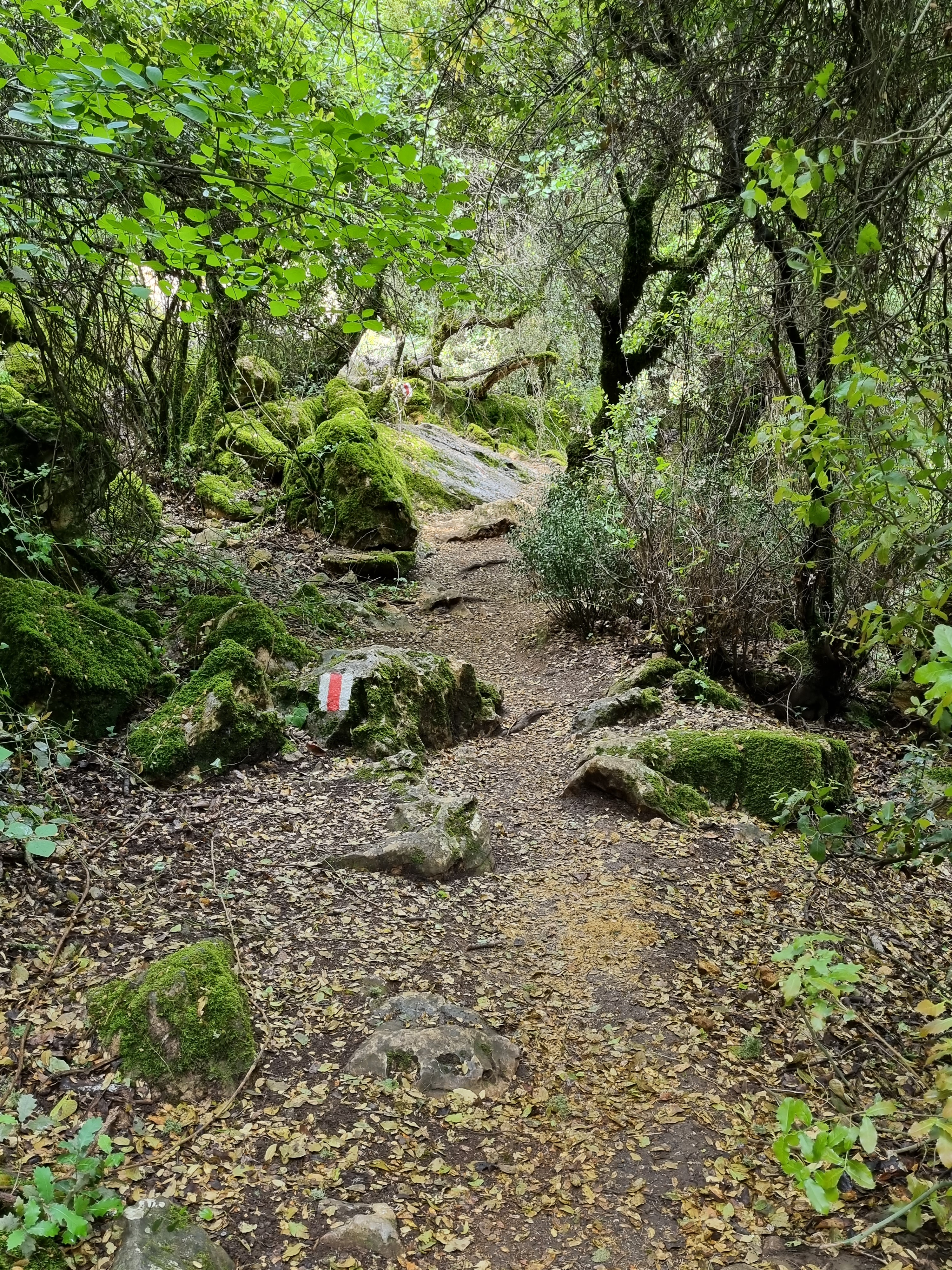
La vallée du Dishon en Haute Galilée.

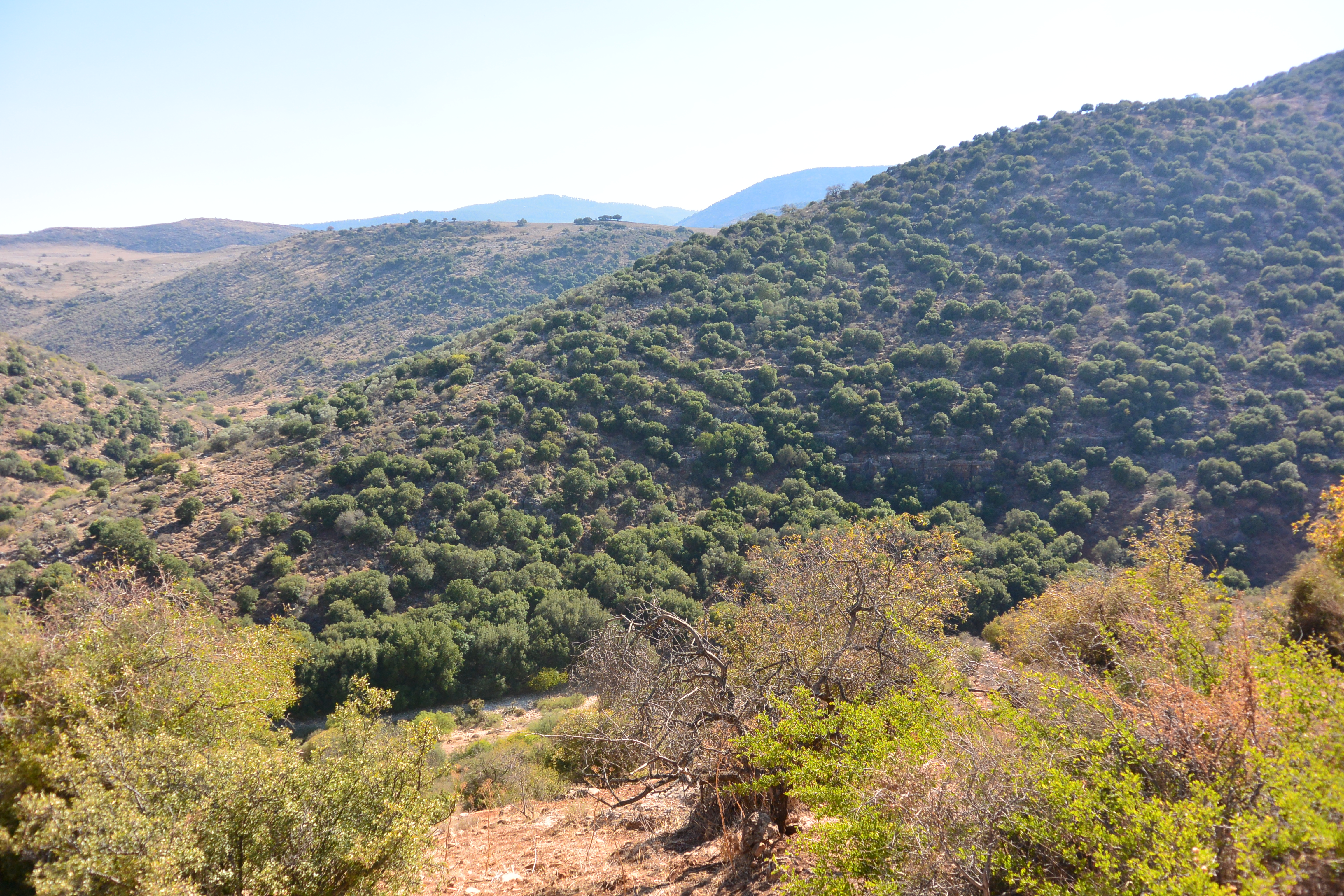
Vue sur le fond de la vallée boisée du Dishon.

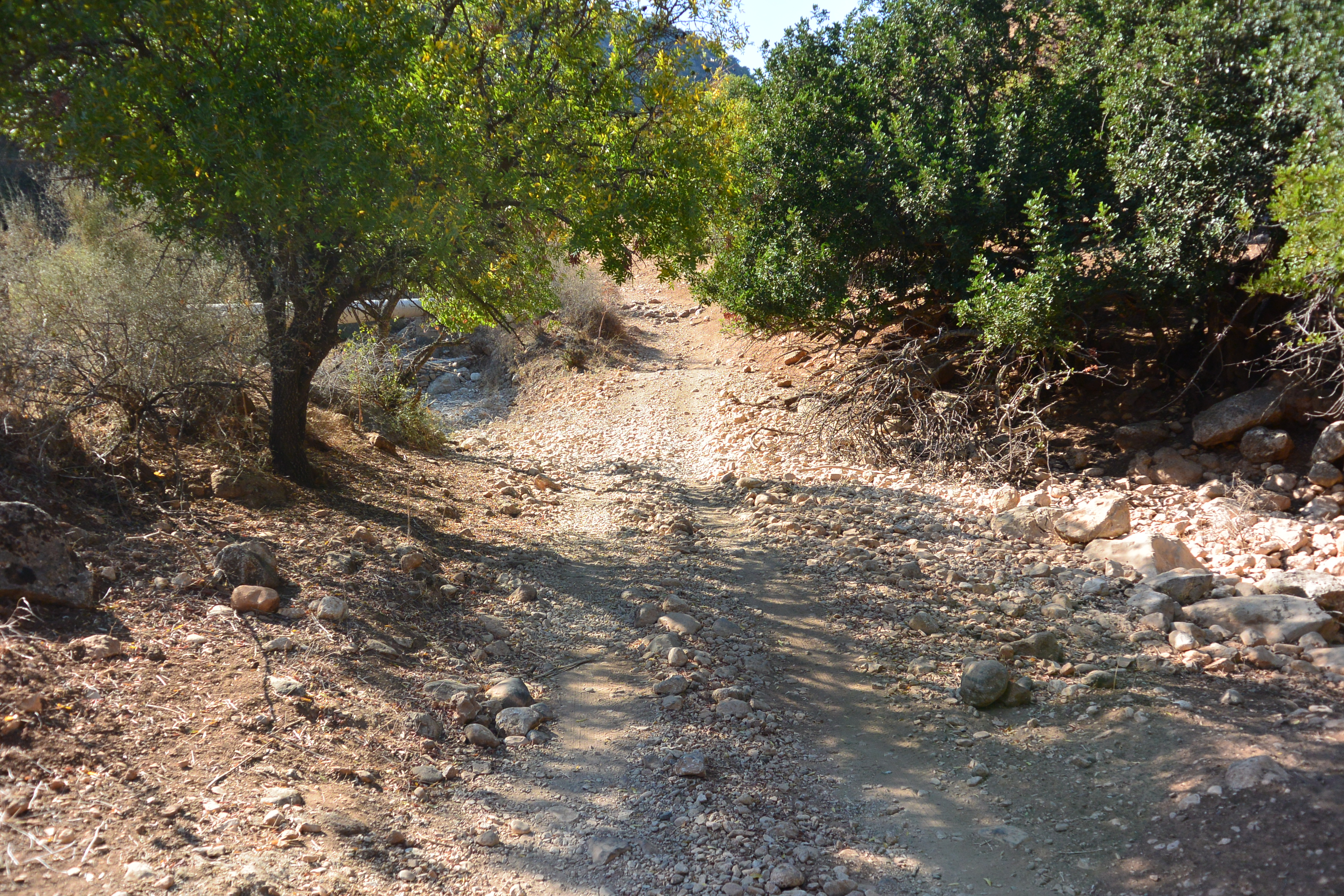
Le lit de la rivière Dishon à sec en été.